# Atta Kwami
Atta Kwami (Accra, 1956 – 6 ottobre 2021) è stato un artista ghanese.

## Biografia
Atta kwami è nato ad Accra nel 1956 e ha vissuto e lavorato nella città di Kumasi, dove è stato direttore del dipartimento di pittura e scultura del College of Art Knust (Kwame Nkrumah University of Science & Technology, Kumasi).
Nel 1976 incominciò studiare pittura presso il college of Art a Kwame Nkrumah University of Science & Technology, Kumasi e nel 1980 ottenne la laurea, poco dopo nel 1986 ottenne la cattedra come insegnante presso il suo ex-college. 
Nel 1992 ottenne un M.Phil in Arte Africana e incominciò ad avere esperienze didattiche anche all'estero tra cui al Chelsea College of Art & Design e The London Institute nel 1993.
Successivamente Atta Kwami venne invitato a tenere svariate conferenze presso università e altre istituzioni artistiche nel Regno Unito e in Africa.

## Pratica artistica
Kwami era un artista eclettico, infatti il suo lavoro spazia ampiamente tra le discipline dell'arte, dalla pittura all'installazione, dalla scultura di grandi dimensioni alla piccola stampa.
I suoi lavori sono opere astratte da colori intesi e luci vibranti, le quali attingono dal ricco patrimonio della cultura visiva di Kumasi.
Il punto di partenza della sua riflessione è l'ambiente, specialmente quello delle zone commerciali come Atonsu Agogo, il quale non viene solo trasposto in chiave astratta ma diventa una nuova entità sotto l'influenza di un pensiero animista.
Per Atta Kwami la piccola scala non è una limitazione, essa non riduce la qualità di energia che può emettere una superficie pittorica anzi ne esalta la sua intimità, poiché in uno sguardo d'insieme si possono sempre creare impatti visivi sorprendenti anche con piccoli oggetti.

## Esposizioni
Atta Kwami ha raggiunto una fama internazionale e ha esposto ampiamente nel mondo, è stato inviato da università e altre istituzioni d'arte come Visiting Lecturer di rilievo sono le seguenti:
Personali Selezionate
- 1980 British Council, Accra, Ghana
- 1993 Castle Museum Nottingham, UK
- 1994/95 Point of View Gallery, National Museum of African Art, Smithsonian Institute, Washington DC, USA
- 1995 Newtown Galleries, Johannesburg
- 1995 Beardsmore Gallery, London
- 1996 School of Oriental and African Studies, University of London
- 1998/99 National Museum of Ghana, Accra
- 1999 Lake Naivasha Studios, Naivasha, Kenya
- 2000 L'Alliance Francaise de Kumasi, Ghana
- 2001 Kunsthalle Basel, Switzerland
- 2002/03 Nicolas Krupp Contemporary Art Gallery, Basel, Switzerland

Collettive Selezionate
- 1995 Volatile Alliances - An International Conspiracy, 1st Johannesberg Biennale, South Africa.
- 1996 Direction 1, College of Art Gallery, Kumasi, Ghana
- 1997 Trade Routes: History and Geography, Alternating Currents, 2nd Johannesberg Biennale, South Africa.
- 1998 An Exhibit of Contemporary African Art, Washington DC
- 1999/2000 South meets West, National Museum of Ghana, Kunsthalle Bern, Switzerland.
- 2000 A Slice of Contemporary African Art by Ghanaian Artists, Fredriksberg City Hall, Copenhagen; Galleri B, Stockholm, Sweden.
- 2002 Ten, Beardsmore Gallery Artists Anniversary Show, London
- 2003/02 Kumasi Junction, The Lowry, Manchester, UK; Oriel Mostyn Gallery, Wales, UK.